# Idiot (miniserie)
Idiot (russisk: Идиот) er en russisk tv-serie fra 2003 i 10 afsnit instrueret af Vladimir Bortko.
Tv-serien er baseret på Fjodor Dostojevskijs roman Idioten fra 1868/69 og følger romanens handling tæt. I serien medvirker flere af Ruslands kendte skuespillere. 

## Medvirkende
- Jevgenij Mironov — Mysjkin
- Lidija Velezjeva — Nastasja Filippovna
- Vladimir Masjkov — Parfjon Rogozjin
- Aleksandr Lazarev — Gavrilja Ardalionovitj Ivolgin
- Oleg Basilashvili — Ivan Jepantjin